# アマリア (ギリシャ王妃)
アマーリエ・マリー・フリーデリケ・フォン・オルデンブルク（Amalie Marie Friederike von Oldenburg, 1818年12月21日 - 1875年5月20日）は、ギリシャ国王オソン1世の王妃。ギリシャ語名アマリア・マリア・フリデリキ（Αμαλία - Μαρία - Φρειδερίκη／Amalia Maria Phreidheriki）。

## 生涯
オルデンブルク大公パウル・フリードリヒ・アウグストとその最初の妃でアンハルト＝ベルンブルク＝シャウムブルク＝ホイム侯ヴィクトル2世の娘であるアーデルハイトの間の長女として、オルデンブルクで生まれた。
1836年11月、オソン1世とオルデンブルクで結婚。結婚式をギリシャで行わなかったことで、当初から反感を持たれた。夫ともにギリシャの実情を理解せずに、何事も当時の先進国プロイセン王国に倣おうとする姿勢が、いらぬ反発を招いたと言われる。アマリアは生涯を通じてプロテスタントで、ギリシャ正教に改宗しなかった。夫と並んで政治に関わりながら、王妃としての責務である「後継者を産む」ことができないことまでもが攻撃された。
1861年2月、ギリシャ人大学生によるアマリア王妃暗殺未遂事件が起こった。犯人は死刑を宣告されたが、アマリアの介入により終身刑に減刑された。大学生は国民的英雄に祭り上げられ、国王夫妻への不穏な空気が高まった。約1年後、ペロポネソス半島を訪問すべくアテネを発った夫妻は、もはや国王として国へ戻れないことを悟った。2人はイギリスの軍艦に搭乗してドイツへ亡命した。
アマリアは残りの人生を夫とともにバイエルンで過ごした。2人は、毎日6時から8時までを「ギリシャにいた頃を思い出すために」ギリシャ語を話す時間と決めていたという。
1875年、アマリアはバンベルクで亡くなり、ミュンヘンに葬られた。

## 功績
アマリアは、生産性の低い農業を改革すべく、ワイン生産を奨励した。1838年に完成した宮殿（現在のギリシャ国会議事堂）に付属して広大な庭園（アテネ国立庭園）を造らせ、そこへ世界中から集めた500種もの植物を植えた。多くの植物はアテネの乾いた気候に合わずに枯れたが、今日でもまだ多くの植物が残っている。彼女はアテネに多くの庭園を造園した。
アマリア・ドレスと言われる、ギリシャの民族衣装にヒントを得た、新しい服装を考案した。ビーダーマイヤー様式にも影響を受けたこのドレスは、かつてオスマン帝国支配下にあったバルカン半島のキリスト教徒女性たちにたちまち広がった。